# Художественная академия Цинциннати
Художественная академия Цинциннати (англ. Art Academy of Cincinnati) — американская художественная академия, расположенная в городе Цинциннати, штат Огайо.

## История и деятельность
Художественная академия Цинциннати — это частный колледж искусств и дизайна, аккредитованный Национальной ассоциацией школ искусств и дизайна англ. National Association of Schools of Art and Design. Первоначально был основан в 1869 году как школа McMicken School of Design и был кафедрой университета Цинциннати. В 1887 году стал называться академией художественной школы Цинциннатского художественного музея. В 1998 году академии была юридически отделена от музея и стала самостоятельным колледжом искусства и дизайна. 
В настоящее время академия предлагает четыре степени бакалавра: изящных искусств в области изобразительного искусства, изящных искусств в области коммуникаций искусств, изящных искусств в области истории искусства и в области графического дизайна. Желающим продолжить обучение предлагается степень магистра искусств в области художественного образования.
Академия имеет три галереи, где проводятся художественные выставки профессиональных художников, преподавателей и студентов — Pearlman Gallery, Chidlaw Gallery и Convergys Gallery. 
Осенью 2005 года Художественная академия Цинциннати переехала в свое нынешнее здание по адресу 1212 Jackson St. в районе Over-the-Rhine. 
В 2008 году академия получила сертификат Leadership in Energy and Environment Design от United States Green Building Council.

## Известные выпускники
- Бейкер, Джордж
- Вессельман, Том
- Гарбер, Даниэль
- Делони, Дженни
- Дювенек, Фрэнк
- Старк, Отто
- Пол Сойер
- Том Вессельман